# پروسینوویتسه (استان اشوی‌داشکسیه)
پروسینوویتسه (به لهستانی: Prusinowice) یک منطقهٔ مسکونی در لهستان است که در گمینا واشنگوو واقع شده‌است. پروسینوویتسه ۲۲۰ نفر جمعیت دارد.